# Themistoclesia recondita
Themistoclesia recondita är en ljungväxtart som beskrevs av A. C. Smith. Themistoclesia recondita ingår i släktet Themistoclesia och familjen ljungväxter. Inga underarter finns listade i Catalogue of Life.